# Badania Nieniszczące i Diagnostyka
Badania Nieniszczące i Diagnostyka – kwartalnik naukowo-techniczny wydawany przez Stowarzyszenie Inżynierów i Techników Mechaników Polskich (SIMP) oraz Polskie Towarzystwo Badań Nieniszczących i Diagnostyki Technicznej SIMP (PTBNiDT SIMP). 
Czasopismo powołane zostało w czerwcu 2016, a pierwszy numer ukazał się w październiku tego samego roku. W prace nad tworzeniem czasopisma aktywnie zaangażowani są wykładowcy Zachodniopomorskiego Uniwersytetu Technologicznego w Szczecinie. Redaktorem naczelnym pisma jest prof. dr hab. inż. Jerzy Nowacki z Wydziału Inżynierii Mechanicznej i Mechatroniki, a zastępcami redaktora naczelnego są prof. dr hab. inż. Tomasz Chady z Wydziału Elektrycznego (Prezes Polskiego Towarzystwa Badań Nieniszczących i Diagnostyki Technicznej) i dr inż. Ryszard Pakos z Wydziału Inżynierii Mechanicznej i Mechatroniki. Ponadto sekretarzem naukowym jest dr hab. inż. Grzegorz Psuj z Wydziału Elektrycznego, redaktorem wydawniczym dr inż. Adam Sajek, a redaktorem statystycznym dr inż. Sławomir Krajewski (obaj z Wydziału Inżynierii Mechanicznej i Mechatroniki). Przewodniczącym międzynarodowej rady programowej, w skład w której wchodzą liderzy i eksperci oraz badacze z największych światowych i krajowych ośrodków badawczych i przemysłowych zajmujących się badaniami nieniszczącymi w Argentynie, Brazylii, Chinach, Francji, Grecji, Indiach, Japonii, Niemczech, Portugalii, Ukrainie, USA i we Włoszech, jest prof. dr inż. Ryszard Sikora.
Kwartalnik zawiera materiały w języku polskim oraz angielskim i jest dostępne zarówno w wersji drukowanej jak i elektronicznej w internecie. Odbiorcami czasopisma są ośrodki naukowe i dydaktyczne oraz organizacje gospodarcze i ośrodki zagraniczne zainteresowane problematyką określoną w jego tytule.
W czasopiśmie publikowane są oryginalne komunikaty i artykuły dotyczące:
- metodologii badań,
- certyfikacji w badaniach,
- charakterystyki urządzeń, sprzętu, materiałów i systemów w badaniach nieniszczących,
- diagnostyki,
- szkoleń, przepisów i normalizacji,
- praktyki badań w przemyśle i poradnictwa technicznego,
- wydarzeń, karier zawodowych specjalistów i ich doświadczeń zawodowych.